# University of the Western Cape
University of the Western Cape – południowoafrykańska uczelnia publiczna zlokalizowana w mieście Bellville. Powstała w 1959 roku.